# Szent Medárd
Szent Medárd (latinul: Medardus), (Salency, 456 körül – Noyon, 545. június 8.) szentként tisztelt kora középkori frank püspök.

## Élete
A pikárdiai Salency városában született nemes családban. A krónikák szerint istenfélő édesanyja hatására már gyermekkorában igyekezett erényes életet élni, gyakran ételét, egy alkalommal pedig ruházatát osztotta meg a szegényekkel. Jól haladt tanulmányaiban, emellett alázatosság, imádságos lelkület, és önsanyargató életmód jellemezte. Harminchárom éves korában pappá szentelték, majd prédikációinak és erényes életének hatására 530-ban Vermond püspökévé szentelték. Medárd később püspöki székhelyét Noyonba tette át. Saját egyházmegyéje mellett nagy hangsúlyt fektetett a pogány vallású szomszédos Flandria lakosainak keresztény hitre térítésében, állítólag nem sikertelenül. 545-ben megbetegedett, de halála előtt még meglátogatta I. Chlothar frank királyt. Halálakor a feljegyzések szerint a Frank Birodalomban általánosan meggyászolták. A legendák állítólagos csodáit is feljegyezték. A római katolikus egyház szentként tiszteli, és halála napján üli emlékét.